# 1932 a tudományban
Az 1932. év a tudományban és a technikában.

## Díjak
- Nobel-díjak
  - Fizikai Nobel-díj: Werner Heisenberg
  - Fiziológiai és orvostudományi Nobel-díj: Charles Scott Sherrington, Edgar Douglas Adrian
  - Kémiai Nobel-díj: Irving Langmuir

## Születések
- január 16. – Dian Fossey amerikai etológus († 1985)
- február 7. – Alfred Worden amerikai űrhajós († 2020)
- február 19. – Joseph Kerwin amerikai űrhajós orvos
- március 15. – Alan Bean amerikai űrhajós († 2018)
- március 16. – Walter Cunningham amerikai űrhajós
- március 21. – Walter Gilbert Nobel-díjas (megosztva) amerikai biokémikus
- április 26. – Michael Smith Nobel-díjas (megosztva) kanadai biokémikus († 2000)
- június 6. – David Scott amerikai űrhajós
- augusztus 18. – Luc Montagnier Nobel-díjas francia virológus († 2022)
- szeptember 18. – Nyikolaj Rukavisnyikov orosz, szovjet űrhajós († 2002)
- október 12. – Edwin Jacob Garn amerikai űrhajós
- október 13. – John G. Thompson amerikai matematikus, a Feit–Thompson-tétel egyik szerzője
- november 2. – Melvin Schwartz Nobel-díjas (megosztva) amerikai fizikus († 2006)
- november 6. – François Englert Nobel-díjas belga elméleti fizikus
- november 19. – Eleanor F. Helin amerikai csillagász († 2009)
- december 5. – Sheldon Lee Glashow Nobel-díjas amerikai fizikus

## Halálozások
- március 14. – George Eastman amerikai feltaláló. Ő találta fel a 35 milliméteres, perforált celluloidszalagot, amellyel lehetővé tette a filmgyártás megindulását (* 1854)
- április 4. – Wilhelm Ostwald lett születésű Nobel-díjas kémikus, a fizikai kémia úttörője (* 1853)
- április 20. – Giuseppe Peano olasz matematikus, logikatudós, a matematika axiómarendszereinek egyik megalapítója (* 1858)
- augusztus 9. – John Charles Fields kanadai matematikus (* 1863)
- szeptember 16. – Ronald Ross brit orvos, aki Nobel-díjat kapott a malária fertőzés biológiai-ökológiai kutatásaiért (* 1857)
- november 12. – Dugald Clerk skót mérnök, aki megtervezte a világ első sikeres kétütemű motorját (* 1854)